# Varsányi család
A nemespanni Varsányi család egy Nyitra vármegyei és Verebélyi széki család.
A környékbeli Varsányi nevűeket a kutatás nagy általánosságban a Bars vármegyei Simonyi családtól származtatja, amely család Simony után Hontvarsányban is birtokközpontot hozott létre. A Varsány helynév törzsnévi eredetű lehet, mely törzs az alánok (később jászok) néptöredékeként a honfoglalás korában érkezhetett a Kárpát-medencébe.
Felicián fia Benedek már Simonyi alias Varssányi alakban használta nevét a 15. században.
Nemespannon korán megjelenhetett a család, hiszen 1570-ben mindkét alakban találkozunk velük, ezen kívül a szomszédos Dicskén is éltek már ekkor Simonyiak. 1596-ban Varsányi Miklós szőlőt zálogosít Ürményben. 1664-ben három családtagjuk szerepel a török adóösszeírásban, sőt a párkányi csatában is elesett egy Varsányi Mihály nevezetű panni predialista. 1699-nél korábbi nemespanni adományukról egyelőre nincs tudomásunk.
1699-ben Nemespannon a Fölső és Alsó osztályra kaptak adományt Kollonich Lipót esztergomi érsektől. Ebben ugyan csak Mihály szerepel, de a későbbi iratokból ismert, hogy az adományért többen jártak közre és fizettek, azonban takarékossági okokból általában csupán egy személyt irattak be. Így maradhatott ki abból Ádám, az idősebbik fivér. Mihály felesége Balogh Katalin volt, ezzel is jelezve birtokjogukat, hiszen a Balogh testvérek női ágon az 1608-ban adományos Kristóff családtól származtak és 1653-ban már birtokosok voltak a faluban. Az adományszerző Mihály a Rákóczi-szabadságharcban is részt vett, míg öccse Ádám otthon, Nemespannon gazdálkodott. Varsányi Ádám az őket illető részek után irtott és így irtványföldeket szabadított fel, de mivel fia János ezt nem akarta megosztani, így ebből később pereskedés támadt.
1716-ban Cétényben birtokolt nemespanni Varsányi János. Az 1752-es dikális összeírásokban János és András szerepelnek. Ez azért is furcsa, mivel 1755-ben Csáky Miklós érsek adományában nem ők, hanem ifj. Mihály  szerepel az újabb adományban. Később a család az 1755-ös adomány révén bizonyította nemesi szabadságjogait. Később a család egyes tagjai Kiscétényben is megtelepedtek, illetve Szentmihályúron is felbukkannak. 1822-ben a királyrévi Varsányiak (Ferenc, József, Imre, János és Ferenc) folyamodtak a verebélyi székhez nemesi bizonyságlevél kiadásáért. Ugyanebben az évben Verebélyről Varsányi Mihály és Sándor kért a széktől bizonyságlevelet. 1822-ben összeírták ifj. Varsányi Ferenc árváinak nemespanni földjeit.
A 19. század végén Nemespannon a Frommer és Schik családok mellett a legtehetősebb családok közé tartoztak (Varsányi Károly és felesége, Szánthó Julianna). A 20. század elején falubírók kerültek ki a soraikból.
A többi helyi családhoz hasonlóan ők is elsősorban Nyitrán, illetve a nyitrai piaristáknál végezték tanulmányaikat. Egyelőre nem ismert a Varsányi János által 1783-ban használt pecsét képe. Varsányi Ferencnek eddig két pecséthasználatát is ismerjük. 1832-ben használt pecsétlenyomatán a pajzsban szablyát tartó oroszlán, a sisakdíszben koronán könyöklő kar valamilyen tárgyat tart, monogram S (!) V. Az 1834-ben használt pecsét minden valószínűség szerint nem az övé volt.

## Neves személyek

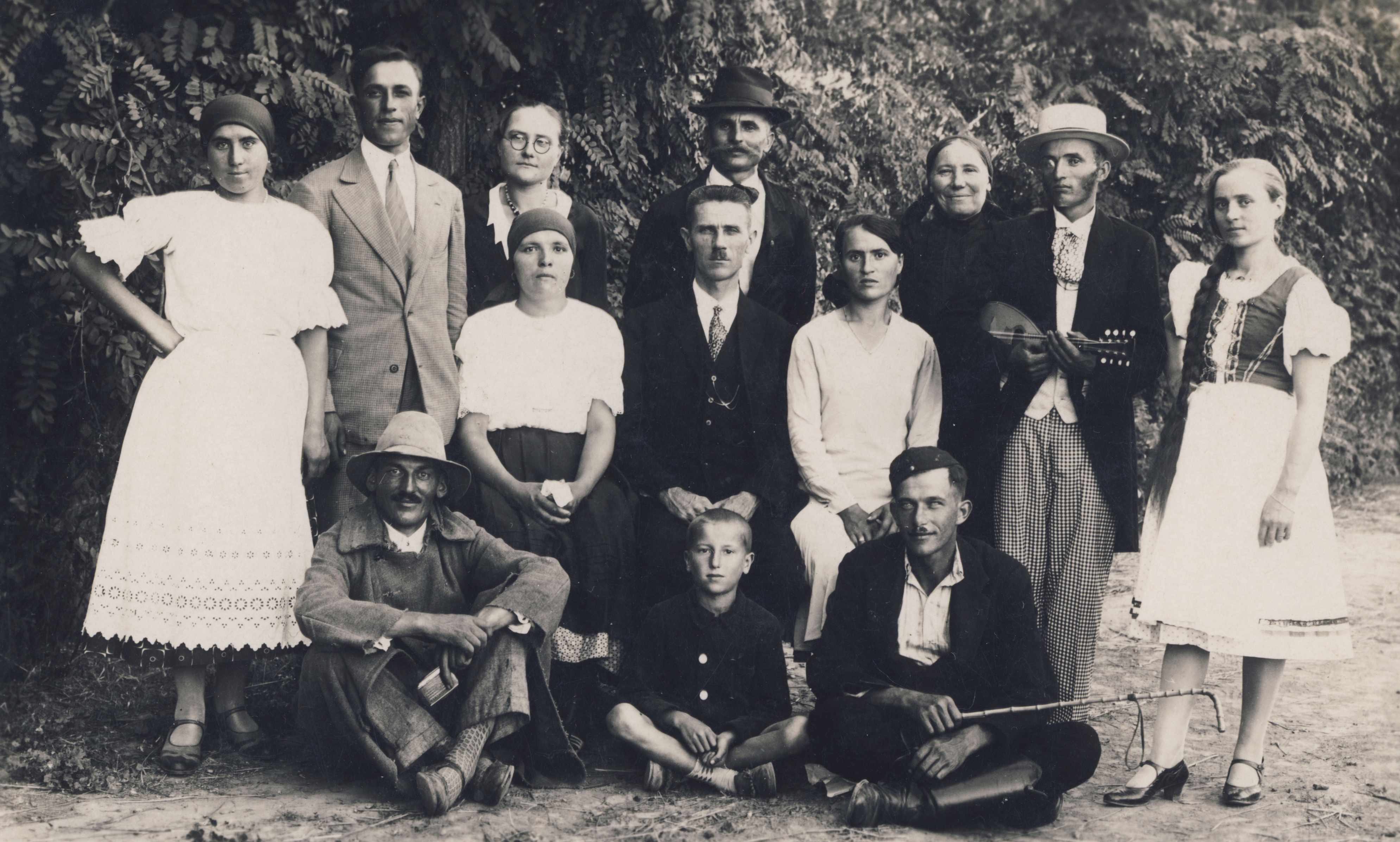
Magyar színjátszócsoport Nemespannon. A kántortanító alatt az ifjú Varsányi László
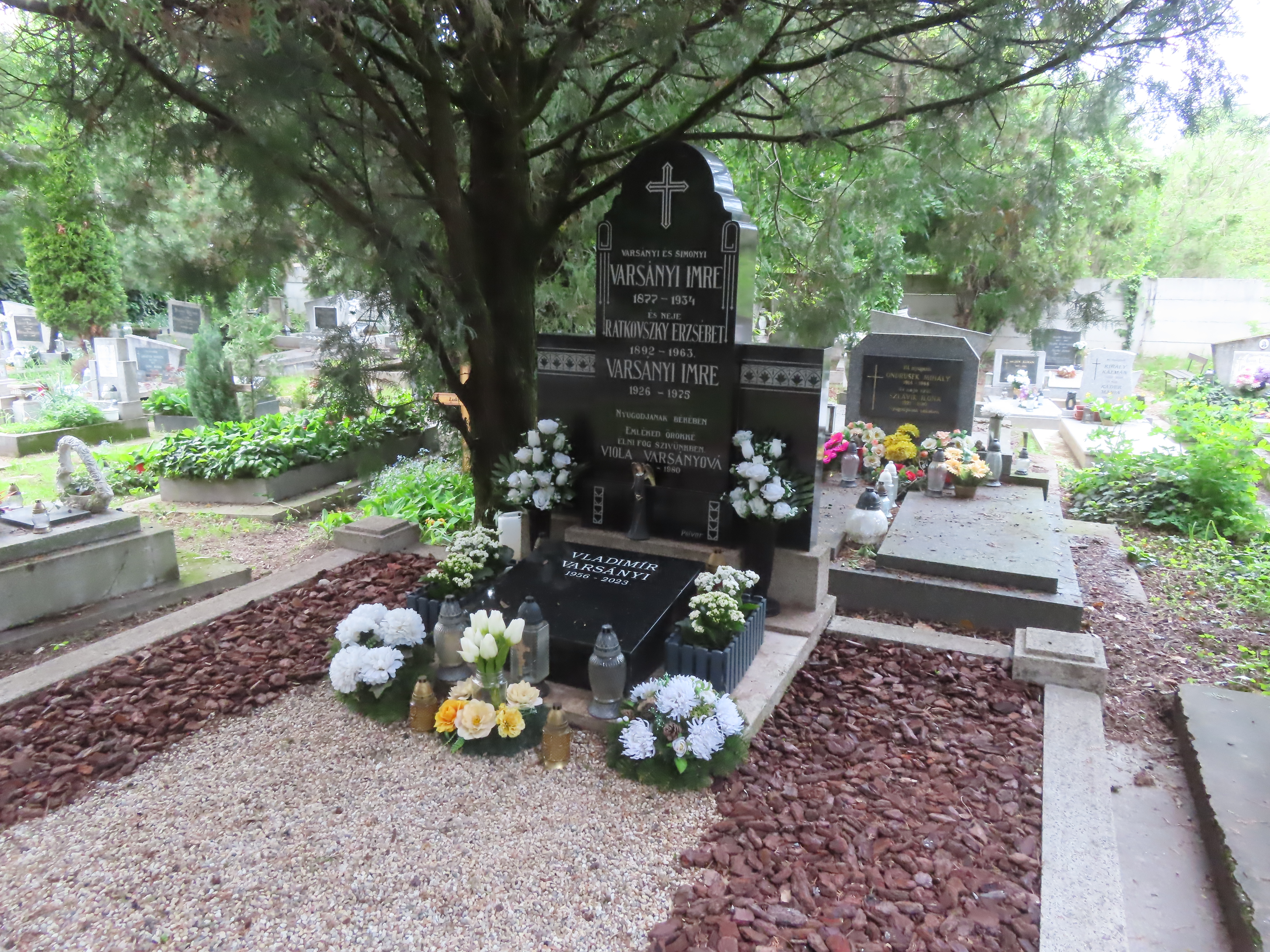
Varsányi Imre sírja Komáromban
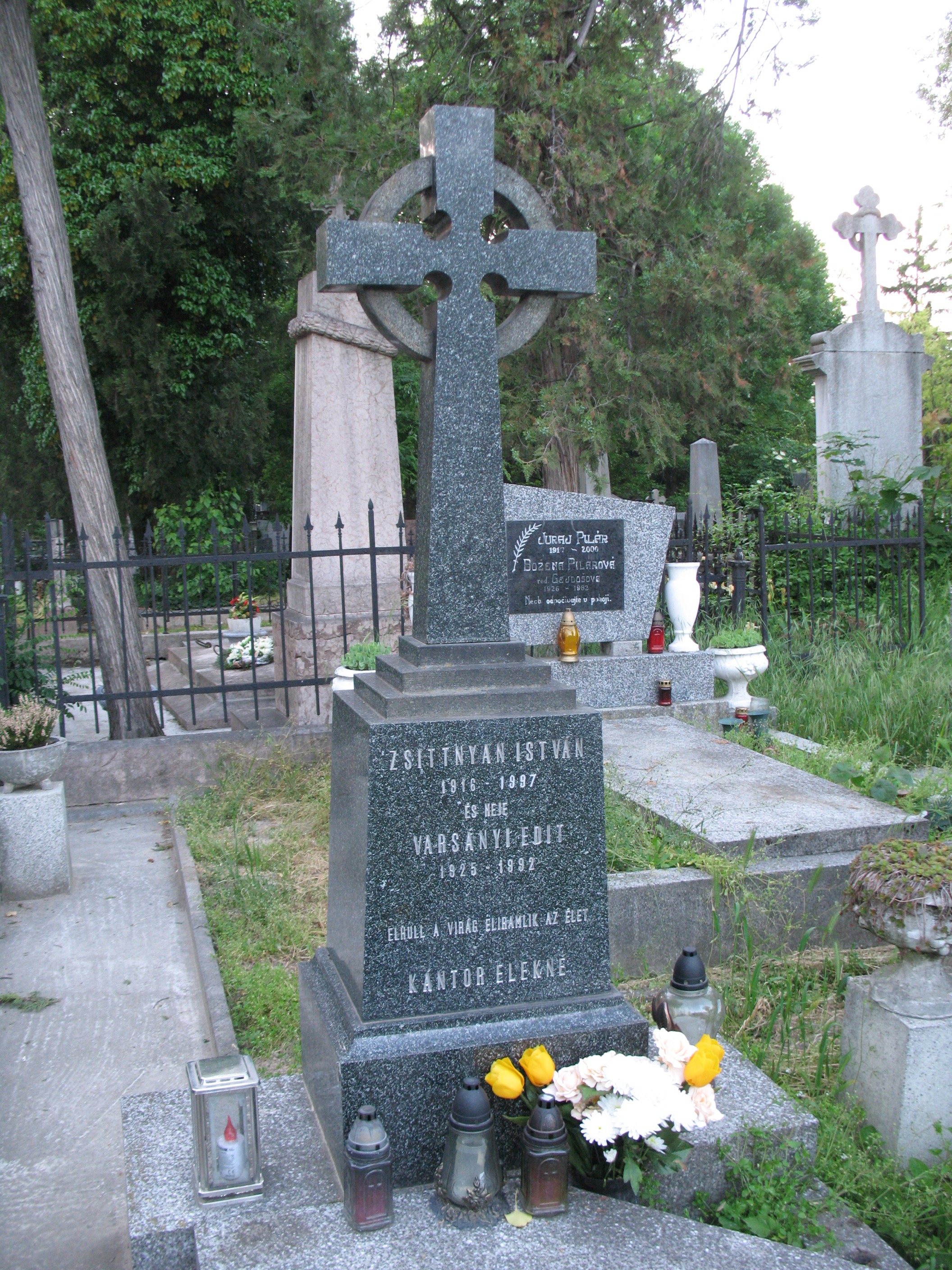
Zsittnyan István és Varsányi Edit sírja Komáromban
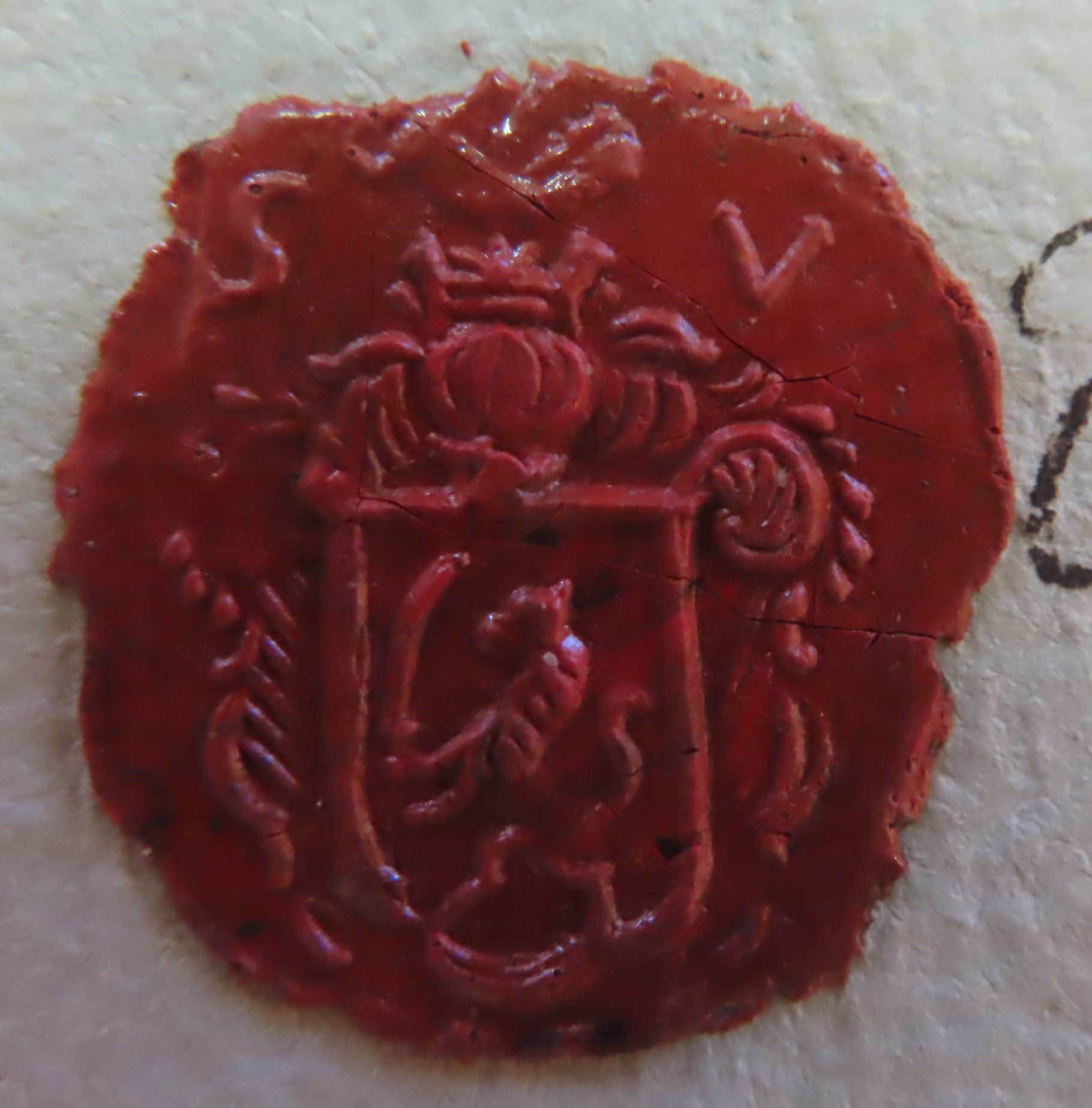
Varsányi Ferenc verebély széki esküdt által 1832-ben használt pecsét
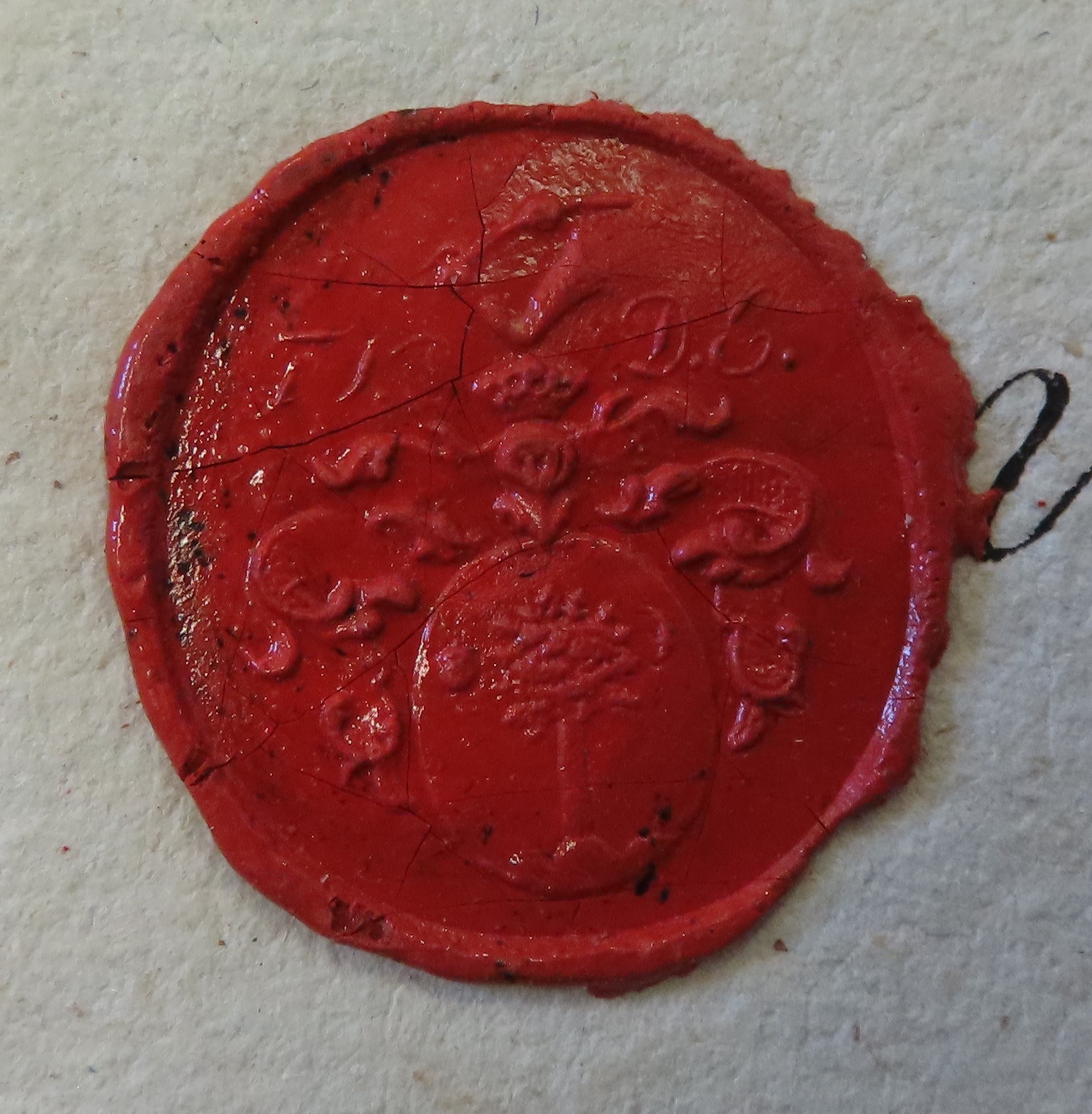
Varsányi Ferenc esküdt által 1834-ben használt idegen pecsét

- Varsányi Benedek 1475-ben Hont vármegye alispánja[25]
- Varsányi Mihály 1717 körül lehetett Nemespann bírója.[26]
- Varsányi Ferenc a verebélyi szék esküdtje volt az 1830-as években,[27] illetve 1843-ban,[28] 1837-ben a kéri járás esküdtje[29]
- Varsányi Pongrác Móric Pál (1828-1889) nyitrai piarista szerzetes-pap, tanár, néprajzi gyűjtő.
- Varsányi Imre (1877-1934) komáromi ügyészségi irodafőtiszt.[30]
- Varsányi Béla Károly (1894-1966) vasutas, földbirtokos, tisztviselő[31]
- Varsányi László (1921-1985) pedagógus, kultúrszervező.
- Zsittnyan István (1916-1997) felesége Varsányi Edit tanítónő